# Chlorophthalmoidei
Chlorophthalmoidei — підряд костистих риб ряду авлопоподібних (Aulopiformes). Містить 65 видів у 5 родинах.

## Класифікація
- Родина Bathysauroididae
- Родина Bathysauropsidae
- Родина Chlorophthalmidae
- Родина Ipnopidae
- Родина Notosudidae